# Плотт'єр
Плотт'є́р (ісп. Plottier) — місто в аргентинській провінції Неукен, департамент Конфлуенсія. Розташоване на березі річки Лімай за 15 км від міста Неукен, частина агломерації Неукен-Плотт'єр-Чиполлетті. Більшість мешканців Плотт'єра працюють у Неукені, обидва міста сполучає Національне шосе № 22.

## Історія
Назва міста походить від прізвища засновника міста, уругвайського лікаря Альберто Плотт'єра, що оселився тут на початку 20 століття. Стара назва міста — Колонія Саюеке (ісп. Colonia Sayhueque). 
Поселення було утворене у рамках кампанії завоювання пустелі. В 1908 році Альберто Плотт'єр купив 13 га землі на місці сучасного центру міста, де було засноване селище. Основою тодішньої економіки міста було вирощування корів та овець.

## Економіка
Основою економіки міста є плодівництво, переважає вирощування груш та яблук. Переважають невеликі ферми до 10 га. Хоча більшість фермерів лише виробники, у місті є декілька фабрик, які пакують продукцію. Лише 20% продукції виробляється у промислових масштабах, 60% експортується. Іншими важливими галузями економіки є вирощування кіз, лісова промисловість і видобуток нафти.

## Клімат
Клімат міста помірний і напівпосушливий. Середні річні температури коливаються між 14 і 12 °C. Опади не перевищують 300 мм на рік. Район характеризується сильними вітрами, які здебільшого дмуть з вересня по грудень, досягаючи швидкості від 20 до 120 км/год.
| Клімат Плотт'єра                                                                     | Клімат Плотт'єра | Клімат Плотт'єра | Клімат Плотт'єра | Клімат Плотт'єра | Клімат Плотт'єра | Клімат Плотт'єра | Клімат Плотт'єра | Клімат Плотт'єра | Клімат Плотт'єра | Клімат Плотт'єра | Клімат Плотт'єра | Клімат Плотт'єра | Клімат Плотт'єра |
| Показник                                                                             | Січ.             | Лют.             | Бер.             | Квіт.            | Трав.            | Черв.            | Лип.             | Серп.            | Вер.             | Жовт.            | Лист.            | Груд.            |                  |
| Середній максимум, °C                                                                | 31,7             | 31,0             | 27,2             | 21,4             | 16,7             | 12,9             | 12,5             | 15,7             | 18,6             | 23,2             | 27,7             | 30,5             |                  |
| Середня температура, °C                                                              | 23,5             | 22,6             | 18,5             | 13,5             | 9,2              | 6,3              | 5,6              | 8,3              | 11,2             | 15,7             | 19,8             | 22,7             |                  |
| Середній мінімум, °C                                                                 | 15,3             | 14,4             | 11,2             | 6,9              | 3,0              | 1,0              | −0,1             | 1,6              | 4,0              | 8,1              | 11,7             | 14,6             |                  |
| Норма опадів, мм                                                                     | 12.7             | 10.0             | 33.2             | 11.3             | 10.1             | 25.1             | 17.8             | 11.2             | 23.8             | 10.7             | 7.9              | 8.9              |                  |
| ------------------------------------------------------------------------------------ | ---------------- | ---------------- | ---------------- | ---------------- | ---------------- | ---------------- | ---------------- | ---------------- | ---------------- | ---------------- | ---------------- | ---------------- | ---------------- |
| Джерело: http://www.smn.gov.ar/?mod=clima&id=30&provincia=Neuqu%E9n&ciudad=Neuqu%E9n |                  |                  |                  |                  |                  |                  |                  |                  |                  |                  |                  |                  |                  |

## Географія
Місто розташоване на березі річки Лімай і є частиною агломерації Неукен-Плотт'єр-Чиполлетті.
Ґрунти долини алювіальні з включеннями піску, гравію і глини.
Плотт'єр знаходиться на однойменній геологічній формації мезозойської ери.

Агломерація Неукен-Плотт'єр-Чиполлетті

## Туризм
Головною туристичною принадою Плотт'єра є річка Лімай, де можна насолоджуватися риболовлею, купанням і спостереженням за численними видами птахів. Найпопулярніші місця відпочинку на її берегах — це Розважальний Комплекс Непен Уе (ісп. Complejo Recreativo Nepen Hue) і Ла Еррадура (ісп. La Herradura).
Також у місті знаходяться відроги плато Бардас, які мають дивовижну форму і дають прихисток різноманітним рослинам і тваринам. Також з плато відкривається чудовий вид на Плотт'єр, Сенільйосу і Неукен.
З 1996 року щоберезня у Плотт'єрі відбувається Expo Plottier — сільськогосподарська виставка і фестиваль збору урожаю.
Плотт'єр знаходиться на території, яку називають Степ Динозаврів, оскільки у цій місцевості знайдено велику кількість кісток доісторичних тварин.
Іншими цікавими місцями Плотт'єра є:
- Центр рибоводства (ісп. Centro de Piscicultura), де розводять патагонську атерину, щоб вберегти її від знищення
- Музей міста (ісп. Museo de la ciudad)
- Будинок культури (ісп. Casa de la Cultura)
- стара залізнична станція

## Транспорт
Плотт'єр має такі шляхи сполучення:
- аеропорт Неукена, який знаходиться за 7 км від міста
- національна автотраса №22